# 우리는 댄스소녀
우리는 댄스소녀(영어: Shake It Up)는 2010년부터 2013년까지 디즈니 채널에서 방영된 미국의 십대 시트콤이다.

## 출연
- 벨라 손 - 씨씨 존스(CeCe Jones) (한국어판 성우: 서지연)
- 젠데이야 - 로키 블루(Rocky Blue) (한국어판 성우: 김보영)
- 데이비스 클리블랜드 - 플린 존스(Flynn Jones) (한국어판 성우: 정선혜)
- 로숀 페건 - 타이 블루(Ty Blue)
- 애덤 이리고이언 - 듀스 마르티네스(Deuce Martinez)
- 켄턴 듀티 - 건서 헤슨헤퍼(Gunther Hessenheffer)
- 캐럴라인 선샤인 - 팅카 헤슨헤퍼(Tinka Hessenheffer)